# Finn Sandberg
Finn Sandberg, född 11 april 1920 i Randers, död 20 juli 2011 i Skokloster, var en dansk-svensk apotekare.
Sandberg avlade apotekarexamen 1948, blev medicine kandidat 1950, medicine doktor vid Karolinska institutet 1952 på avhandlingen Chemistry and Pharmacology of New N-Substituted and N, N'-Disubstituted Barbituric Acid Derivatives, docent i farmakologi där 1952 och var professor i farmakognosi vid Farmaceutiska institutet från 1954 och efter detta instituts flyttning 1968 vid Uppsala universitet intill 1986.  
Sandberg blev ledamot av Medicinalstyrelsens vetenskapliga råd 1956 och tjänstgjorde som Unesco-expert i Pakistan 1961. Han introducerade farmakologiska metoder i form av djurförsök för att bättre studera medicinalväxter, och bedrev en stor internationell verksamhet med insamlings- och forskningsresor i Asien, Afrika och Sydamerika. Han författade skrifter i fytokemi och farmakologi och var hedersdoktor vid Uppsala universitets farmaceutiska fakultet samt inspektor och hedersmedlem i Farmacevtiska Studentkåren. 
Hans grav finns nära klosterkyrkan i Skokloster.

## Utmärkelser
- Kommendör av Nordstjärneorden, 6 juni 1972.[1]